# 6514-es mellékút (Magyarország)
A 6514-es számú mellékút egy közel húsz kilométer hosszú, négy számjegyű mellékút Somogy vármegyében.

## Nyomvonala
A 6505-ös útból ágazik ki, annak 36+400-as kilométerszelvénye közelében, Andocs belterületén, nyugat felé. Szabadság tér, illetve Széchenyi tér a neve az első szakaszán, majd bő 300 méter után kiágazik belőle dél felé a 65 311-es út: ez a MÁV 35-ös számú Kaposvár–Siófok-vasútvonal Andocs megállóhelyére vezet. Pár lépéssel ezután az út északnyugati irányba fordul, Rákóczi Ferenc utca néven halad tovább. Nem sokkal a második kilométere előtt lép ki a település házai közül.
3,4 kilométer után lép át Karád közigazgatási területére; az ötödik kilométere után ismét nyugatnak fordul, így keresztezi, az 5+850-es kilométerszelvényénél a vasutat. 6,2 kilométer után kiágazik belőle északkelet felé a 65 312-es út, Karád megállóhelyre; 7,4 kilométer után éri el a község házait, ahol a Szent István utca, majd a központtól egy kisebb irányváltást követően a Balatoni utca nevet viseli. 10,2 kilométer után lép ki a településről, 12,5 kilométer megtételét követően pedig Somogytúrra érkezik.

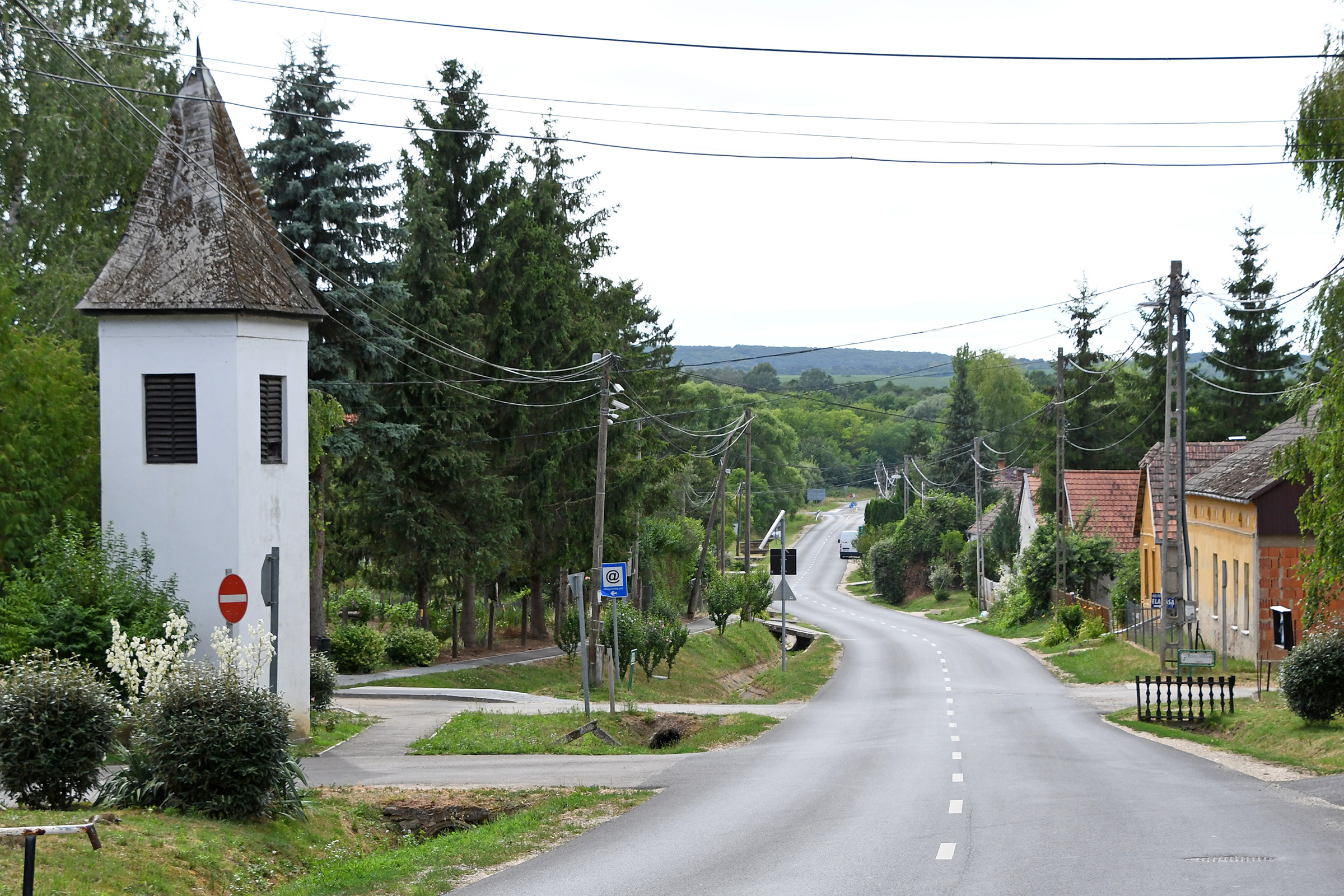
Az út Visz központjában, nyugat felé nézve

Somogytúr területén inkább csak külterületek között húzódik, illetve elhalad a Jankovich-kastély mellett; majd a 15. kilométere után Visz községbe érkezik. Ott szinte azonnal belterületek közé lép, a Rákóczi Ferenc utca nevet viselve. 16,1 kilométer után kilép a község házai közül, 16,3 kilométer után keresztezi a 67-es főutat, amely itt kevéssel a 81. kilométere után jár.
Nem sokkal a 16,7. kilométere előtt Látrány területére lép, majd szinte azonnal egy újabb elágazáshoz ér, itt északnyugat felé haladva: a nyúlfarknyi, alig több mint egy kilométeres, ennek ellenére négy számjegyű 6515-ös út ágazik ki belőle dél felé. A Somogytúr-Balatonlelle közti 6713-as útba beletorkollva ér véget, annak 4+250-es kilométerszelvényénél.
Teljes hossza, az országos közutak térképes nyilvántartását szolgáló kira.gov.hu adatbázisa szerint 18,446 kilométer.

## Települések az út mentén
- Andocs
- Karád
- Somogytúr
- Visz
- Látrány